# Lyndon (Sheboygan)
Lyndon es un pueblo ubicado en el condado de Sheboygan en el estado estadounidense de Wisconsin. En el Censo de 2010 tenía una población de 1.542 habitantes y una densidad poblacional de 17,38 personas por km².

## Geografía
Lyndon se encuentra ubicado en las coordenadas 43°40′41″N 87°58′26″O / 43.67806, -87.97389. Según la Oficina del Censo de los Estados Unidos, Lyndon tiene una superficie total de 88.71 km², de la cual 87.69 km² corresponden a tierra firme y (1.14%) 1.02 km² es agua.

## Demografía
Según el censo de 2010, había 1.542 personas residiendo en Lyndon. La densidad de población era de 17,38 hab./km². De los 1.542 habitantes, Lyndon estaba compuesto por el 98.18% blancos, el 0.13% eran afroamericanos, el 0.06% eran amerindios, el 0.32% eran asiáticos, el 0% eran isleños del Pacífico, el 0.39% eran de otras razas y el 0.91% pertenecían a dos o más razas. Del total de la población el 1.69% eran hispanos o latinos de cualquier raza.